# Championnat de Suisse de combiné nordique 2003
Le championnat de Suisse de combiné nordique 2003 s'est déroulé le premier août 2000 à Kandersteg. La course de fond, qui était un sprint de 15 kilomètres, a couronné Ivan Rieder.

## Résultats
| Rang | Athlète             |
| ---- | ------------------- |
| 1    | Ivan Rieder         |
| 2    | Ronny Heer          |
| 3    | Guido Landert       |
| 4    | Andreas Hurschler   |
| 5    | Seppi Hurschler     |
| 6    | Michael Hollenstein |
| 7    | Andreas Hartmann    |
| 8    | Thomas Engel        |
| 9    | Lucas Vonlanthen    |
| 10   | Pascal Meinherz     |

## Sources
- (de) Cet article est partiellement ou en totalité issu de l’article de Wikipédia en allemand intitulé « Schweizer Meisterschaften in der Nordischen Kombination 2003 » (voir la liste des auteurs).